# Aparhant
Aparhant là một thị trấn thuộc hạt Tolna, Hungary. Thị trấn này có diện tích 17,96 km², dân số năm 2010 là 1060 người, mật độ 59 người/km².